# محوطه توی ۱
 محوطه توی ۱ مربوط به اوایل دوره ساسانی تا قرون میانی دوره اسلامی است و در شهرستان اسفراین، بخش مرکزی، دهستان دامنکوه، ۳۰۰  متری جنوب روستای توی واقع شده است. این اثر در تاریخ ۸ بهمن ۱۳۸۵ با شمارهٔ ثبت ۱۶۹۷۳ به عنوان یکی از آثار ملی ایران به ثبت رسیده است.